# Union générale des travailleurs (Portugal)

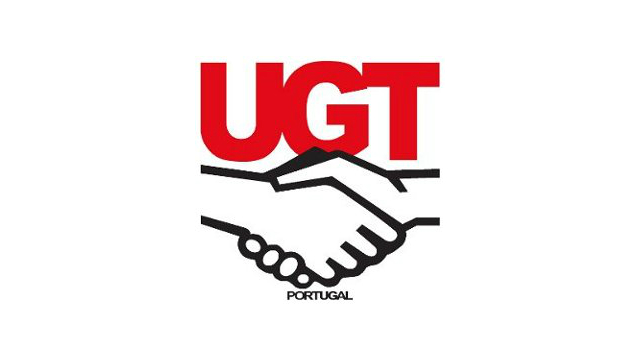
Logo de l’UGT

Pour les articles homonymes, voir Union générale des travailleurs et UGT.
L'União Geral de Trabalhadores (UGT - Union générale des travailleurs) est une centrale syndicale portugaise fondée en 1978. Elle est affiliée à la Confédération européenne des syndicats et à la Confédération syndicale internationale.

## Lien
Site officiel de l'UGT